# بطولة أوروبا للألعاب المائية 1993
بطولة أوروبا للألعاب المائية 1993 هو الموسم الـ 21 من بطولة أوروبا للألعاب المائية، عقد في الفترة 3–8 أغسطس من 1993، وجرت المنافسات في مدينة شفيلد، المملكة المتحدة، ونظمت من قبل الاتحاد الأوروبي للسباحة.

## النتائج
| م        | الذهبية | الفضية | البرونزية |
| -------- | ------- | ------ | --------- |
| الفائزين | ألمانيا | روسيا  | المجر     |